# بوبي رينولدز
بوبي رينولدز (بالإنجليزية: Bobby Reynolds)‏ هو لاعب كرة مضرب أمريكي.

## روابط إضافية
- بوبي رينولدز على موقع رابطة محترفي التنس (الإنجليزية)
- بوبي رينولدز على موقع الاتحاد الدولي لكرة المضرب (الإنجليزية)
- بوبي رينولدز على موقع خلاصة التنس.كوم (الإنجليزية)
- بوبي رينولدز على موقع إي إس بي إن.كوم (الإنجليزية)
- Reynolds Recent Match Results
- Reynolds World Ranking History
- Profile on Yahoo Sports